# Marie-Léontine Bordes-Pène
Pour les articles homonymes, voir Bordes et Pène.
Marie-Léontine Bordes-Pène, née le 25 novembre 1858 à Lorient et morte le 24 janvier 1924 à Rouen, est une pianiste française réputée, qui a créé des œuvres majeures de César Franck, Vincent d'Indy et d'autres. Elle est l'épouse d'un frère du compositeur Charles Bordes et est surtout connue sous le patronyme Bordes-Pène,. En 1889-1891, le peintre Jacques Émile Blanche peint son portrait. 

## Biographie
Marie-Léontine Pène est née à Lorient le 25 novembre 1858. Elle étudie au Conservatoire de Paris, avec en particulier Félix Le Couppey comme professeur. Elle obtient le premier prix de piano en 1872. 
Le 16 décembre 1886, à Bruxelles, Bordes-Pène est la co-interprète, avec le dédicataire Eugène Ysaÿe, de la première exécution publique de la Sonate pour violon en la majeur de César Franck, qui débute en début de soirée, finale d'un long programme qui a débuté à 15h. Cependant, la galerie dans laquelle se déroule la représentation n'autorise aucun éclairage artificiel de peur d'endommager les peintures. Ainsi, les artistes jouent une grande partie de la sonate dans le noir et de mémoire. Toujours en 1886, à Paris, elle est la soliste de la première exécution de la Symphonie sur un air des montagnes françaises de Vincent d'Indy, qui lui est dédiée. 
En 1888, Pierre de Bréville lui dédie sa Fantaisie.  Franck lui dédicace également son Prélude, aria et finale, qu'elle créé le 12 mai 1888,.
Bordes-Pène est aussi l'interprète d'autres pièces françaises pour piano de compositeurs comme Emmanuel Chabrier, Gabriel Fauré, Henri Duparc, Ernest Chausson, son beau-frère Charles Bordes, entre autres.  
En 1890, elle est diminuée par un accident vasculaire cérébral. Elle part alors enseigner à Rouen où elle meurt le 24 janvier 1924, âgée de 65 ans.